# Mühlengesetz
Das Mühlengesetz, eigentlich Gesetz über die Errichtung, Inbetriebnahme, Verlegung, Erweiterung und Finanzierung der Stillegung von Mühlen, wurde 1957 in der Bundesrepublik Deutschland verabschiedet und betraf in erster Linie die kleinen und mittleren Mühlen. Nach § 1 Abs. 1 des Gesetzes waren die Errichtung von Mühlen und die Erweiterung ihrer Tagesleistung genehmigungspflichtig. Eine Ausnahme gab es nur für kleine Mühlen bis zu einer Tagesleistung von einer Tonne. Bereits seit 1955 wurde die Neuerrichtung von Mühlen gesetzlich stark eingeschränkt.
Danach erhielten Müller und Mühlenbesitzer eine staatliche Prämie unter der Auflage, dreißig Jahre lang die stillgelegte Mühle nicht mehr zu betreiben. Die Entschädigung richtete sich nach der Kapazität, der technischen Einrichtung und ihrer wirtschaftlichen Bedeutung. Für eine Tonne Tagesleistung wurden im Durchschnitt 9.000 DM Abfindung gezahlt. Mit dieser Entschädigung sollte die Möglichkeit geschaffen werden, andere Erwerbsmöglichkeiten aufzubauen, wie etwa die Vergrößerung der Landwirtschaft, die Errichtung eines Gaststätten- oder Hotelbetriebs und Ähnliches. Bis zum Oktober 1960 mussten sämtliche eingebauten Müllereimaschinen und -vorrichtungen ausgebaut werden, mit Ausnahme der vorhandenen Turbinen.
Das Mühlengesetz sollte zunächst in seiner Wirkung am 31. Dezember 1960 außer Kraft treten, wurde in der Folge aber mehrfach verlängert und erst am 1. Januar 1972 durch das Gesetz über abschließende Maßnahmen zur Schaffung einer leistungsfähigen Struktur des Mühlengewerbes (Mühlenstrukturgesetz) ersetzt.
Das Gesetz wurde in der Folge einer konkreten Normenkontrolle mit einer Entscheidung des Bundesverfassungsgerichtes vom 18. Dezember 1968 für verfassungsgemäß erklärt. Das Gesetz sollte danach mit der im Apothekenurteil entwickelten Dreistufentheorie zur Berufsfreiheit (Art. 12 GG) vereinbar sein. Es handele sich zwar um eine objektive Zulassungsvoraussetzung, diese sei mit dem Gesetzeszweck gerechtfertigt. Dieser bestehe in der Schaffung stabiler Marktverhältnisse als Voraussetzung für eine gleichmäßige Versorgung der Bevölkerung mit Brot und Mehl auch in Krisenzeiten. Hierbei handele es sich um ein besonders wichtiges Gemeinschaftsgut, der Eingriff sei daher gerechtfertigt. Auch das Mühlenstrukturgesetz wurde als verfassungsgemäß erachtet.

## Folgen
Die Folgen des Mühlengesetzes verdeutlichen folgende Zahlen. Nach Zählungen der Preußischen Regierung gab es 1895 im Deutschen Kaiserreich 18.362 Windmühlen und 54.529 Wassermühlen. 97 % der Windmühlen waren Getreidemühlen. Zwar sank die Zahl der Mühlen durch Rationalisierungen und Stilllegungen bereits in der ersten Hälfte des 20. Jahrhunderts, doch der stärkste Rückgang der Zahlen fand erst nach Inkrafttreten des Mühlengesetzes statt, wie ein Blick auf die einzelnen Bundesländer zeigt. Im Wirtschaftsjahr 2011/2012 gab es nach der amtlichen Statistik in Deutschland nur noch 261 Mühlen, die mehr als 500 t Jahresvermahlung aufwiesen.

### Baden-Württemberg
Geblieben sind hier vor allem kleine Bauernmühlen im Schwarzwald, die in abgelegenen Höfen der Selbstversorgung dienen. Eine der ältesten und inzwischen auch größten Mühlen ist die seit 1452 bestehende Schapfenmühle, die mit heutiger Technik eine Mahlleistung von rund 100 Tonnen in 24 Stunden hat und ihre Produkte in ganz Deutschland und auch international vermarktet.

### Bayern
In Bayern sank die Zahl der Getreidemühlen von 4440 im Jahre 1946 auf etwa 400 Mühlen im Jahr 1996. Allerdings gibt es noch zahlreiche traditionelle Familienbetriebe.

### Berlin/Brandenburg
Eine der größten Mühlen wird von den Oderland Mühlenwerken betrieben. Es sind rund 900 Mühlenstandorte bekannt. Für stillgelegte Mühlen gibt es inzwischen Möglichkeiten im Bereich der erneuerbaren Energien, z. B. bei der Wasserkraftnutzung.

### Bremen
Die Rolandmühle in Bremen verarbeitet nach eigenen Angaben jährlich 350.000 Tonnen Getreide zu Mehlprodukten für Handwerk und Industrie. Die wenigen noch erhaltenen Windmühlen stehen unter Denkmalschutz und sind teilweise auch funktionsfähig.

### Hessen
1951 gab es in Hessen 1504 Getreidemühlen mit einer Leistung von jeweils mehr als 250 Tonnen jährlich. Im Jahr 1995 wurden nur noch 28 Mühlen gewerblich betrieben. Zu den großen Mühlen gehört die Schlossmühle zwischen Ober-Ramstadt und Nieder-Modau mit einer Mahlleistung bis zu 96 Tonnen täglich, die etwa 200 Bäckereien und Konditoreien im Einzugsgebiet beliefert.